# Les affaires sont les affaires (pièce de théâtre)
Pour les articles homonymes, voir Les affaires sont les affaires.
Les affaires sont les affaires est une comédie en trois actes et en prose de l’écrivain français Octave Mirbeau (1903).
Représenté avec un énorme succès à la Comédie-Française le 20 avril 1903, au terme d’une bataille qui a abouti à la suppression du comité de lecture de la Maison de Molière en octobre 1901, Les Affaires sont les affaires a triomphé sur toutes les scènes du monde, notamment en Allemagne et en Russie, a été traduit dans toutes les langues et a été très souvent repris depuis un siècle, sans que son succès se soit jamais démenti (dix-huit troupes francophones ont monté la pièce entre 1994 et 2013, et, en particulier, la Comédie-Française l'a reprise à l'automne 2009 et au printemps 2011).

## Résumé
Au cours d’une fin de semaine passée dans son château du Perche, le richissime parvenu Isidore Lechat, qui dispose d'un grand quotidien indispensable à ses affaires, en traite deux qui sont susceptibles de renforcer encore sa puissance financière et sa surface sociale.
D'un côté, il reçoit, de deux ingénieurs électriciens, Gruggh et Phinck, qui ont besoin d’un financeur, des propositions d’exploitation d’une chute d’eau riche de potentialités de profits, et il parvient à leur imposer sa loi.
De l’autre, il envisage de marier sa fille Germaine au fils d’un noble désargenté, le marquis de Porcellet, son voisin, qu'il tient à sa merci, mais ce projet se heurte à la résistance de la jeune femme. Révoltée, intellectuellement et sexuellement émancipée, Germaine juge son père, souffre de la misère engendrée par ses vols, et choisit la liberté : préférant la misère à un luxe homicide[C'est-à-dire ?], elle part avec son amant, le chimiste Lucien Garraud, employé de son père, et elle se vante de l'avoir choisi, ce qui a profondément choqué les critiques de l’époque : à leurs yeux, elle n'était qu’une fille dénaturée !

## Thématiques de la pièce

### Une comédie classique
Il s’agit d'une grande comédie classique, dans la continuité de Molière, où la peinture de caractères vivants, fortement théâtralisés, se combine à celle des mœurs édifiantes de la prétendue « Belle Époque ». Les trois unités — unité de temps (moins de 24 heures, sur deux jours consécutifs), unité de lieu (le château de Vauperdu) et unité d’action (la mise au point d'affaires par lesquelles Isidore Lechat espère doubler sa fortune) — y sont respectées.

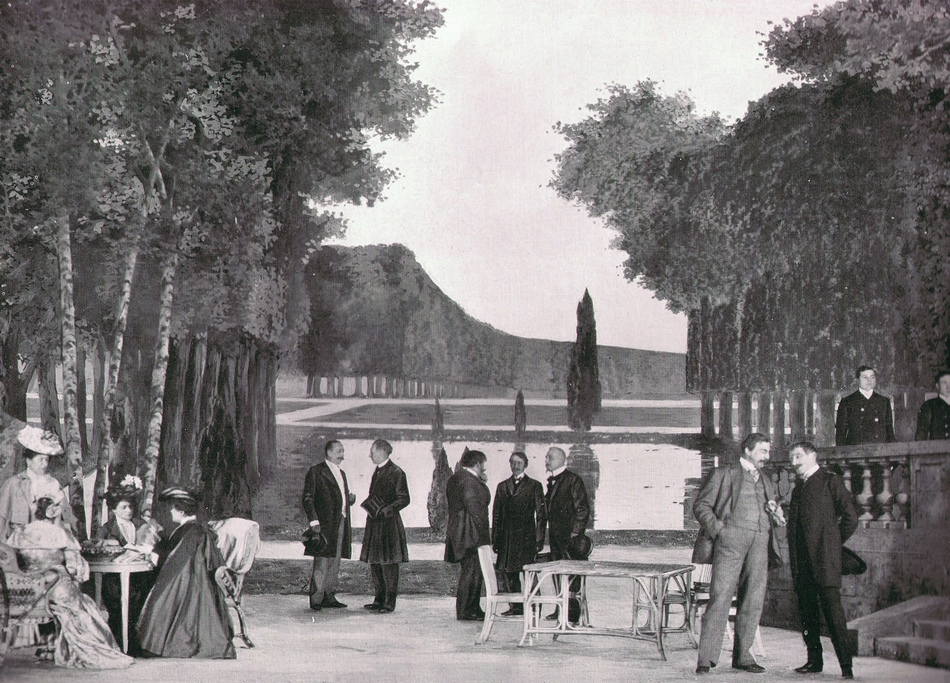
Les affaires sont les affaires, acte I, à la Comédie-Française, avril 1903.

### La puissance de l'argent
Le personnage central, Isidore Lechat, au patronyme symptomatique, est un brasseur d’affaires et un prédateur sans scrupules, produit d’une époque de bouleversements économiques et d’expansion mondiale du capital. Il fait argent de tout et constitue une puissance économique et médiatique annonçant les affairistes de l’avenir : il tient la dragée haute aux gouvernements et au haut État-Major, et il peut même s'acheter à bon compte la complicité de l'Église catholique. En tant que symbole d'un système économique où les faibles sont impitoyablement écrasés par le talon de fer des riches, il est odieux et répugnant. Mais il n'en possède pas moins des qualités exceptionnelles, une intuition, une lucidité en affaires et une force d'âme, qui peuvent susciter l'admiration des spectateurs, notamment dans les deux scènes avec Phinck et Gruggh, petits escrocs sans envergure. Et Mirbeau, qui refuse tout manichéisme, reconnaît que ce prédateur, idéaliste à sa façon, est tourné vers l'avenir et n'en contribue pas moins au développement des forces productives, alors que le marquis de Porcellet représente une classe parasitaire engluée dans des traditions surannées, et qui tente dérisoirement de justifier son prestige terni au nom d'un honneur qui n'est qu'hypocrisie.
Comme le signifie le titre, devenu proverbial, l’argent exclut la pitié, le sentiment et la morale, et se suffit à lui-même. Dans un monde où triomphe le mercantilisme et où tout est à vendre et a une valeur marchande, sa puissance dévastatrice contribue à tout corrompre : les intelligences aussi bien que les cœurs et les institutions. Les affaires, qui permettent à des aventuriers sans foi ni loi, tel Isidore Lechat, d'accumuler, en toute impunité, des millions volés sur le dos des plus faibles et des plus pauvres, ne sont jamais que du gangstérisme légalisé. La démystification n’a rien perdu de sa force ni de son actualité, comme l'ont révélé les 400 représentations lors de la reprise de la pièce en 1994-1995 : nombre de spectateurs croyaient y voir des allusions à l'actualité du moment.

### L’amour et la mort
Mais la libido dominandi d’Isidore Lechat se révèle impuissante face à la mort — son fils bien-aimé, Xavier, pourri par l’argent paternel, se tue dans un accident d’automobile à 55 km/h — et face à l’amour, qui pousse sa fille Germaine à refuser le « beau » mariage qu’il lui a concocté.
Néanmoins, au dénouement — souvent qualifié de shakespearien —, le père accablé et humilié, qui croyait avoir « tout perdu », parvient à se ressaisir pour conclure brillamment une affaire en cours et écraser les deux ingénieurs qui entendaient mettre à profit sa douleur pour l’escroquer : les affaires sont décidément les affaires…

## Distribution à la création
| Acteurs et actrices ayant créé les rôles |                      |
| Personnage                               | Acteur ou actrice    |
| Isidore Lechat                           | Maurice de Féraudy   |
| Marquis de Porcellet                     | Louis Leloir         |
| Germaine Lechat                          | Louise Lara          |
| Mme Lechat                               | Blanche Pierson      |
| Xavier Lechat                            | Georges Berr         |
| Lucien Garraud                           | Raphaël Duflos       |
| Vicomte de la Fontenelle                 | Henry Mayer          |
| Phinck                                   | Louis Pierre Laugier |
| Jean                                     | René Falconnier      |
| Gruggh                                   | Claude Garry         |
| Le jardinier-chef                        | Louis Ravet          |
| Le garçon jardinier                      | Georges Laumonier    |

## Principales productions
Comédie-Française, 1937
mise en scène Fernand Ledoux
avec Fernand Ledoux (Isidore Lechat), Béatrix Dussane (Mme Isidore Lechat), Marie Bell (Germaine Lechat), Jean Weber (Xavier Lechat), Marcel Dessonnes (Le Marquis de Porcelet), Georges Le Roy (Vicomte de la Fontenelle), Jean Martinelli (Lucien Garraud), André Bacqué (Gruggh), Pierre de Rigoult (Phinck), Marcel le Marchand (Jean, le domestique), Antoine Balpêtré (le jardinier-chef), Jean Le Goff (le garçon jardinier), Marcelle Lherbay (Julie), Yvonne Ducos (la femme du juge de paix), Roussel (la femme du percepteur), Jean-Paul Moulinot (élève du conservatoire), Séguinot (élève du conservatoire)
Théâtre des Célestins et Théâtre Marigny, 1973
mise en scène Jean Meyer
avec Jean Meyer (Isidore Lechat), Florence Blot (Mme Isidore Lechat), Marie de Coster  (Germaine Lechat), Claude Risac (Xavier Lechat), Guy Kerner (Le Marquis de Porcelet), Robert Chazot (Vicomte de la Fontenelle), Jean-Paul Lucet (Lucien Garraud), Jacques Marin (Gruggh), Antoine Marin (Phinck), Edward Sanderson (Jean, le domestique), René Lefèvre-Bel (l'intendant), Christine Cayzac (Julie)
Enregistrée le samedi 5 janvier 1974 par Georges Folgoas pour l'émission Au théâtre ce soir diffusée le 11 septembre 1974
Théâtre Renaud-Barrault, 1983, puis tournée Herbert-Karsenty 1984-1985
mise en scène Pierre Dux
avec Pierre Dux (Isidore Lechat), Lise Delamare (Mme Isidore Lechat), Martine Chevallier puis Marie-Georges Pascal (Germaine Lechat), Geoffroy Thiebaut (Xavier Lechat), Michel Herbault (Le Marquis de Porcellet), Jean Martin (Le Vicomte de La Fontenelle), Roland Farrugia (Lucien Garraud), Igor Tyczka (Gruggh), Gérard Lorin (Phinck), Xavier Renoult (Jean, le domestique), Jean-Marie Arnoux (Antoine, domestique), Dominique Santarelli (Le jardinier)
Théâtre du Palais-Royal, 1995
mise en scène Régis Santon
avec Pierre Meyrand (Isidore Lechat), Marie-France Santon (Mme Isidore Lechat), Marie-Christine Rousseau (Germaine Lechat), Vincent Solignac (Xavier Lechat), Bernard Dhéran (Le Marquis de Porcellet), Claude-Bernard Pérot (Le Vicomte de La Fontenelle), Emmanuel Courcol (Lucien Garraud), Jean-Pierre Jacovella (Gruggh), Jacques Fontanel (Phinck), Sacha Santon (Le garçon jardinier), Christine Kay (Julie, femme de chambre),
Festival d'Avignon Off Théâtre du Chêne Noir, 2001
mise en scène Gérard Gelas
Comédie-Française Théâtre du Vieux-Colombier, 2009, puis reprise 2011
mise en scène Marc Paquien
avec Gérard Giroudon (Isidore Lechat), Claude Mathieu puis Hélène Alexandridis (Mme Isidore Lechat), Françoise Gillard puis Chloé Schmutz (Germaine Lechat), Clément Hervieu-Léger (Xavier Lechat), Michel Favory (le marquis de Porcelet, le jardinier et l'intendant), Adrien Gamba-Gontard (Lucien Garraud), Gilles David puis Alain Lenglet (Gruggh), Nicolas Lormeau (Phinck), Chloé Schmutz puis Clémentine Allain (Julie)

## Adaptations à l'écran
Cette pièce a été adaptée trois fois au cinéma : 
- une première fois, aux États-Unis et en anglais, par Otis Turner, en 1915, sous le titre de Business is business, sur un scénario de Frank McGrew Willis, qui est une libre adaptation de la pièce, avec Nat C. Goodwin dans le rôle principal ;
- une seconde fois en 1942, Les affaires sont les affaires par Jean Dréville, avec Charles Vanel dans le rôle d'Isidore Lechat, Renée Devillers, Robert Le Vigan et Aimé Clariond, mais la plupart des audaces de la pièce ont été gommées et la durée a été fort raccourcie.
- puis dernièrement en 2024 : Les affaires sont les affaires[4] dans une réalisation et un scénario de Christian Chauvaud qui joue le rôle principal également.

À la télévision :
- 1966 : Les affaires sont les affaires, téléfilm de Gilbert Pineau, avec Henri Vilbert (Isidore Lechat), René Fleur, (Le marquis de Porcellet), Georges Claisse (Xavier Lechat), Jean Barrez (Lucien Garraud), Pierre Megemont (Phinck), Olivier Hussenot (Gruggh), Jean Martin (Le vicomte de Fontenelle), Fernand Bercher (Le jardinier-chef), Pierre Risch (Le juge de paix), Guy Vassal (Le garçon jardinier), André Jaud (Jean), Denise Benoît (Mme Isidore Lechat), Anna Gaël (Germaine Lechat), Philippe Baronnet (Le domestique), Jack Berard (Le percepteur)
- En octobre 2011, dans la région parisienne, est tournée, pour France 3, une adaptation de la pièce, produite par Gérard Jourd'hui et réalisée par Philippe Bérenger, avec Régis Laspalès, dans le rôle d'Isidore Lechat, Christian Clavier, dans celui du marquis de Porcellet, Philippe Chevallier (Gruggh), Sébastien Thierry (Phinck), Sophie Artur (Mme Lechat), Pierre Vernier (l'intendant), Marie Kremer (Germaine) et Benjamin Jungers (Xavier). La diffusion a eu lieu le 10 août 2013 sur France 3.